# Furkan Mızrak
Furkan Mızrak (* 10. Juni 1996 in Altınordu) ist ein türkischer Fußballspieler.

## Karriere
Mızrak spielte in seiner Jugend für Ordu Idmanyurduspor und wurde 2012 von Orduspor verpflichtet. Für dessen U-21 bestritt er 15 Spiele und erzielte ein Tor, 2015 wurde er in den Profikader aufgenommen. Da Orduspor zu dieser Zeit viele seiner Spieler aufgrund finanzieller Probleme verkaufen musste, kam Mızrak oft zum Einsatz und konnte in der türkischen zweiten Liga wertvolle Erfahrung sammeln. Seit 2017 spielt er für Tarsus İdman Yurdu.